# The Silvertones
The Silvertones je ime jamajkanske reggae harmony grupe.
Sastav postoji od 1964. godine.
Grupu su u početku činili duo Carl Grant (poznat i kao Gilmore Grant, rođen 11. srpnja 1943., Saint Mary Parish, Jamajka) i Keith Coley (rođen 7. ožujka 1944., Saint Elizabeth Parish, Jamajka). Duo se proširio na trio kad im se pridružio Delroy Denton. 1966. su snimili singlove "True Confession" i "It's Real". Oba je producirao Duke Reid, a izašli su pod etiketom Dr. Bird. Odmah su postigli uspjeh na Jamajci.
Sljedeći singl kojeg su snimili se zvao "Cool Down", također za Reida. 1968. su objavili obradu pjesme Wilsona Picketta "In the Midnight Hour", kao i kasnije singolove za Reidovu etiketu Treasure Isle, uključujući "Old Man River" i "Slow & Easy". Snimali su i za Soniu Pottinger ("Guns Fever"), a do 1971. su se preselili kod da bi snimali za Clancyja Ecclesa, izdanja uključujući "Tear Drops Will Fall". Zatim su snimali za Studio One. Denton je emigrirao u SAD, a nadomjestio ga je Clinton "Tennessee" Brown.
Krajem 1960-ih i prvih godina 1970-ih je sastav radio s Leejem Perryjem. Prvo kao The Muskyteers, davajući verziju  "Kiddy-O" Brooka Bentona Perryjevom albumu The Upsetter. Perry je producirao njihov prvi album, Silver Bullets, sniman u studiju Kinga Tubbyja u jednu noć i izdan na Perrjevoj etiketi Black Art i za etiketu Trojan Records u Ujedinjenom Kraljevstuv 1974. u dvama različitim miksevima. Instrumentalnbe skladbe su bile snimane u Perryjevom djelimice dovršenom studiju Black Ark. Album je sadržavao skladbu koju se obično smatra kao preglednu, "Rejoice Jah Jah Children", koju je napisao Perryjeva partnerica Pauline Morrison. Iako je sastav snimao dodatne materijale na drugim mjestima, to nije ušlo u album te je stoga album, koji je u tom trenutku sadržavao devet kompozicija, proširen dubom bez Silvertonesa, skladbom Davea Barkera "Are You Sure", kad je Perry shvatio da je album prekratak.
1970-ih su imali uspješne singlove "I Want to Be There", "Smile", "Stop Crying", "Have a Little Faith" i "Come Forward" (potonje se dalo credite Brentford Rockersima), grupi koja danas radi sa Studio One, izdavačkom kućom Clementa Coxsona Dodda. Njihove snimke za Studio One su prikupljene zajedno s nekim izdanjima koje je producirao Duke Reid. Nalaze se na albumu Young at Heart iz 1999. Brown je umro 17. ožujka 1999. godine.
The Silvertonesi su nastavili snimati i u 2000-ima.

## Albumi
- Silver Bullets (1974.), Black Art/Trojan
- Young at Heart (1999.), Studio One

S The Upsettersima su surađivali na albumu The Upsetter iz 1969.

## Vanjske poveznice
- Roots Archives  Arhivirana inačica izvorne stranice od 4. rujna 2010. (Wayback Machine) The Silvertones